# Notopais echinatus
Notopais echinatus är en kräftdjursart som beskrevs av Kelly L. Merrin och Bruce 2006. Notopais echinatus ingår i släktet Notopais och familjen Munnopsidae. Inga underarter finns listade i Catalogue of Life.